# Трудова Македония
„Трудова Македония“ (на английски: Toiling Macedonia) е вестник на македонистката емиграция в САЩ, официален печатен орган на Македонския народен съюз.
Излиза на български език, с отделни пасажи на английски, главен редактор на вестника е Георги Пирински Старши. Излиза веднъж месечно, а по-късно на половин месец, в периода юли 1934 - януари 1938 година на мястото на вестник „Балканско сдружение“. Поддържа тезите на ВМРО (обединена), Резолюцията на Коминтерна по македонския въпрос (1934) и МАНС за съществуване на отделна македонска нация. В продължение на няколко броя публикува статията „Защо ние македонците сме отделна нация“ Васил Ивановски (под псевдонима Бистришки) и често на страниците си влиза в задочен спор с печатния орган на МПО „Македонска трибуна“.
След договореност за съвместни действия между МАНС и Българо-македонските работнически просветни клубове в САЩ от 11 февруари 1938 година издаването на „Трудова Македония“ е преустановено, а на негово място започва да излиза всяка седмица вестник „Народна воля“.